# Blauer Stein (Krahne)

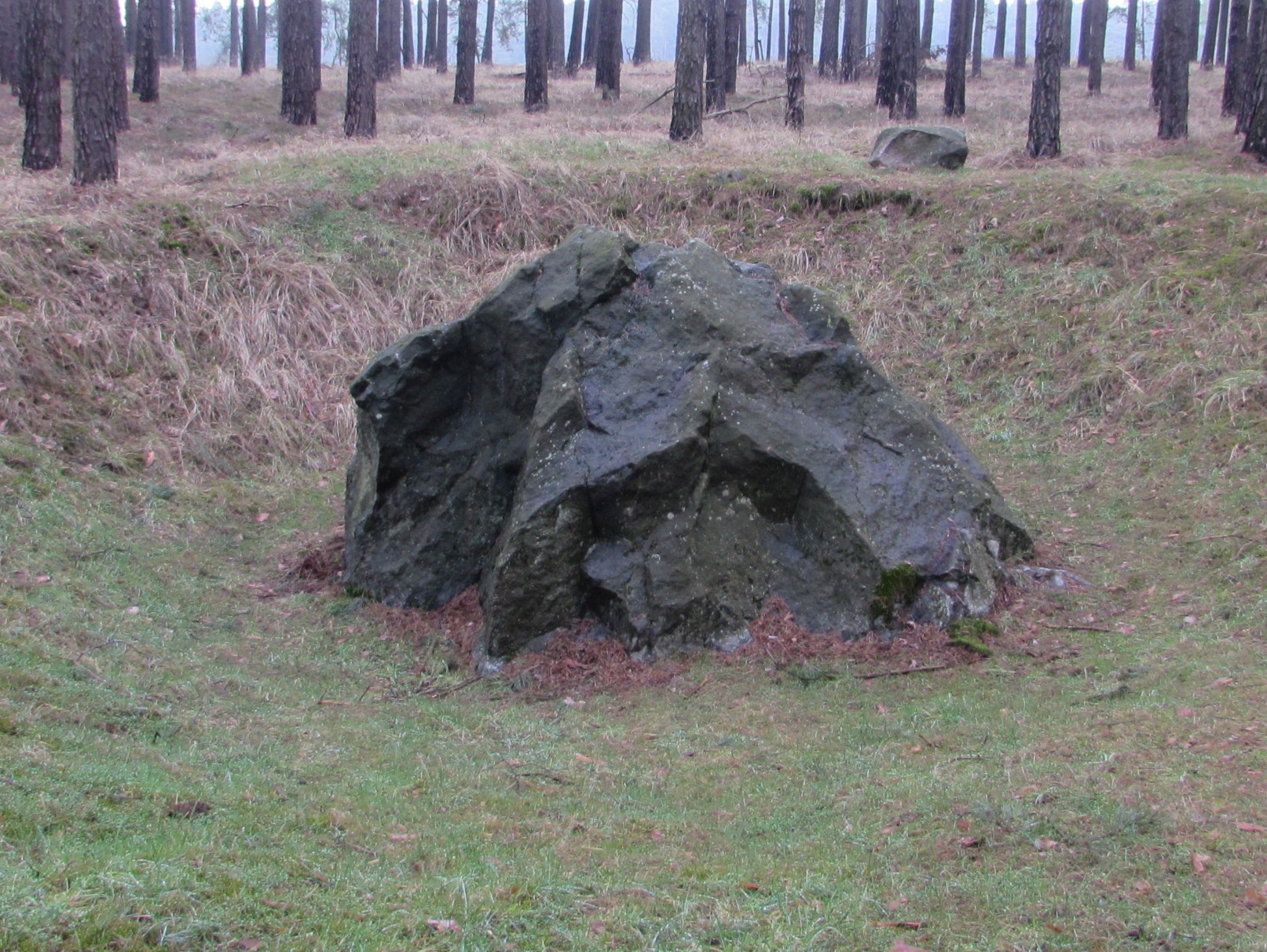
Der Blaue Stein

Der Blaue Stein ist ein Findling nahe dem Dorf Krahne in der Gemeinde Kloster Lehnin im Westen des Landes Brandenburg.

## Beschreibung
Während der letzten Kaltzeit, der Weichselkaltzeit, bildete die Zauche die Haupteisrandlage der Brandenburg-Phase, der maximalen Ausdehnung des Inlandeises. Mit dem aus Skandinavien vordringenden Gletschereis wurden zahlreiche Gesteinsbrocken, sogenannte Findlinge, transportiert. Nach Abschmelzen des Eises blieben diese im Bereich beispielsweise der Endmoränen liegen.
Solche Findlinge waren unter anderem im Gebiet Brandenburgs oftmals die einzigen verfügbaren Felsformationen, die zur Gewinnung von Baumaterial verwendet werden konnten. Sie wurden teilweise in toto für den Bau von Feldsteinkirchen oder bei größeren Formationen als Steinbrüche verwendet.
Der Blaue Stein befindet sich auf der Hochfläche der Zauche etwa zwei Kilometer östlich beziehungsweise südöstlich der Ortsmitte Krahnes in einem Kiefernforst. Ein großer Teil des Steins befindet sich im sandigen Unterboden. Bis auf eine Höhe von etwa 1,5 Meter wurde er freigegraben, wobei jedoch noch immer der überwiegende Teil nicht freigelegt ist. Der freigelegte Umfang beträgt etwa 12 Meter. Da der Stein in früherer Zeit jedoch als Steinbruch verwendet wurde, hat er einen großen Teil an Substanz und Umfang eingebüßt. Die Spuren der Absprengungen sind deutlich erkennbar. Die für Findlinge gewöhnlich glatte Oberfläche besteht weitgehend nicht mehr.
Der Stein erscheint in auffälliger bläulich-grüner Farbe. Diese Färbung ist auf dunkle Bestandteile der Hornblende zurückzuführen. Diese Hornblende enthält typischerweise mineralisch gebundenes Eisen, Kalzium, Magnesium und Aluminium.
Der Weg zum Blauen Stein ist vom Dorf als Wanderweg ausgeschildert. Der markante Findling ist als Naturdenkmal ausgewiesen.

## Trivia
Einer örtlichen Legende nach lebten früher Riesen im Gebiet hinter dem Krahner  Busch. Als diese bemerkten, dass sich Menschen im Bereich des Dorfes Krahne ansiedelten, sollen sie den Blauen Stein geworfen haben, um das Dorf zu zerstören. Das Ziel wurde jedoch deutlich verfehlt und der große Stein landete abseits im Wald.